# Hamdallah Mustaufi

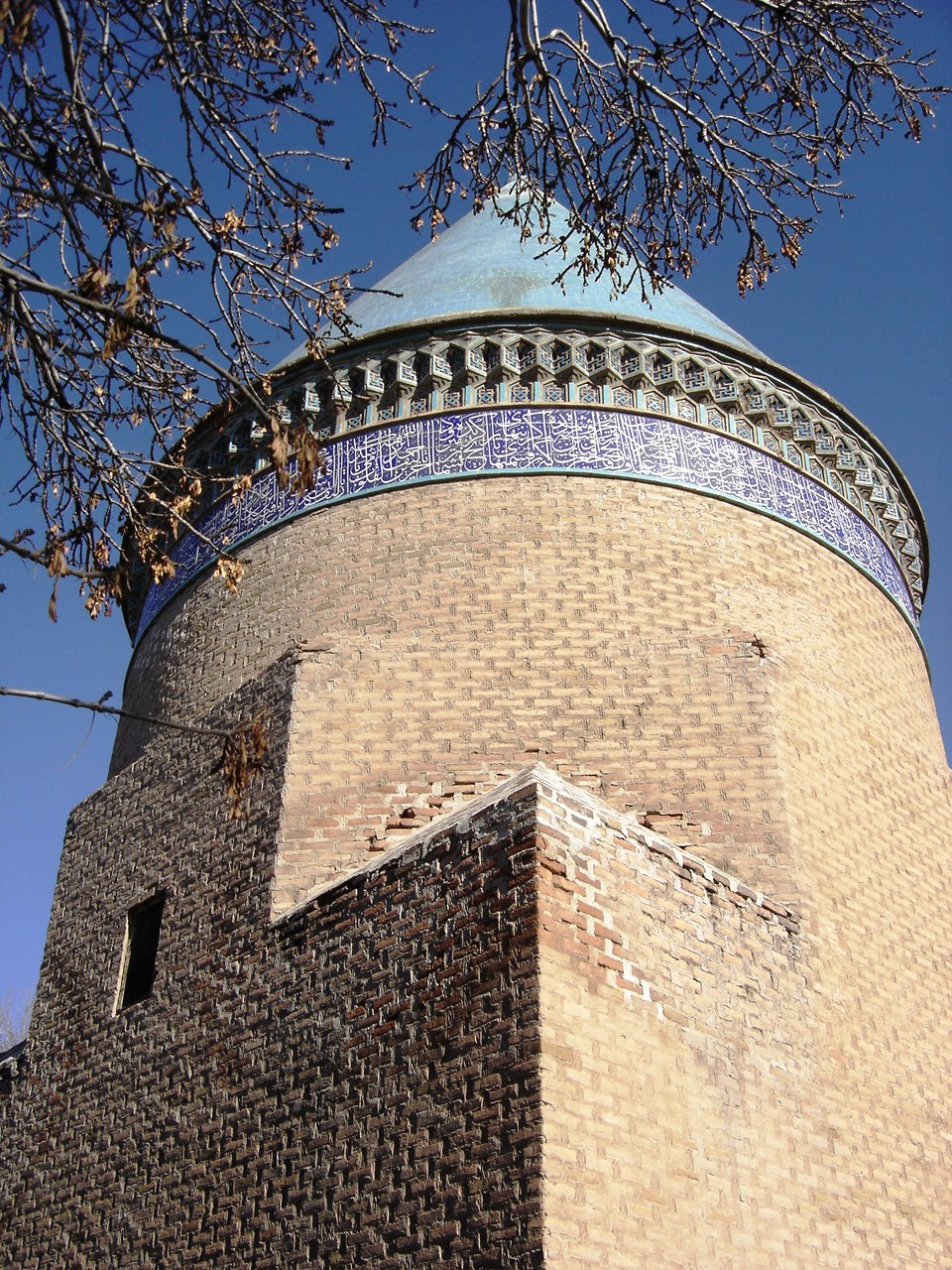
Mustaufis Mausoleum

Hamdallah Mustaufi (persisch حمدالله مستوفی, DMG Ḥamdallāh Mustaufī; * um 1281 in Qazvin, Persien; † um 1344) war ein iranischer Historiker und Geograph zur Zeit der Ilchane.

## Werke
Zu seinen Werken zählen neben der um 1330 entstandenen Tarich-i guzida (تاريخ گزيده, Taʾrīḫ-i guzīda, ‚Ausgewählte Geschichte‘) das Zafar-Nama (ظفرنامه, Ẓafar-nāma, ‚Siegesbuch‘) von 1334 und das Nuzhat al-qulub (نزهة القلوب, Nuzhat al-qulūb, ‚Amüsement der Herzen‘).

## Mausoleum
Maustaufis Mausoleum steht in seiner Heimatstadt Qazvin. Die im türkischen Stil gehaltene, spitz zulaufende, blaue Kuppel und die im Inneren zu findende kalligraphische Inschrift, die Mustaufis familiäre Herkunft und seine Werke beschreibt, zeichnen den Bau unter den rund 2000 historischen Gebäuden Qazvins aus.